# Uloborus walckenaerius
Uloborus walckenaerius Latreille, 1806 è un ragno appartenente alla famiglia Uloboridae. Come tutti i ragni di questa famiglia, non ha ghiandole velenifere e immobilizza le sue prede con oltre 140 metri di fili. 

## Descrizione
I maschi di questa specie possono raggiungere i 3-4 mm di lunghezza mentre le femmine, leggermente più grandi, raggiungono i 5-6 mm di lunghezza. Il corpo è ricoperto da una peluria bianca e l'opistosoma presenta macchie nere laterali. 

## Distribuzione
La specie è stata reperita in diverse località della regione paleartica. Si incontra solamente in habitat caldi e asciutti e su terreni sabbiosi. 

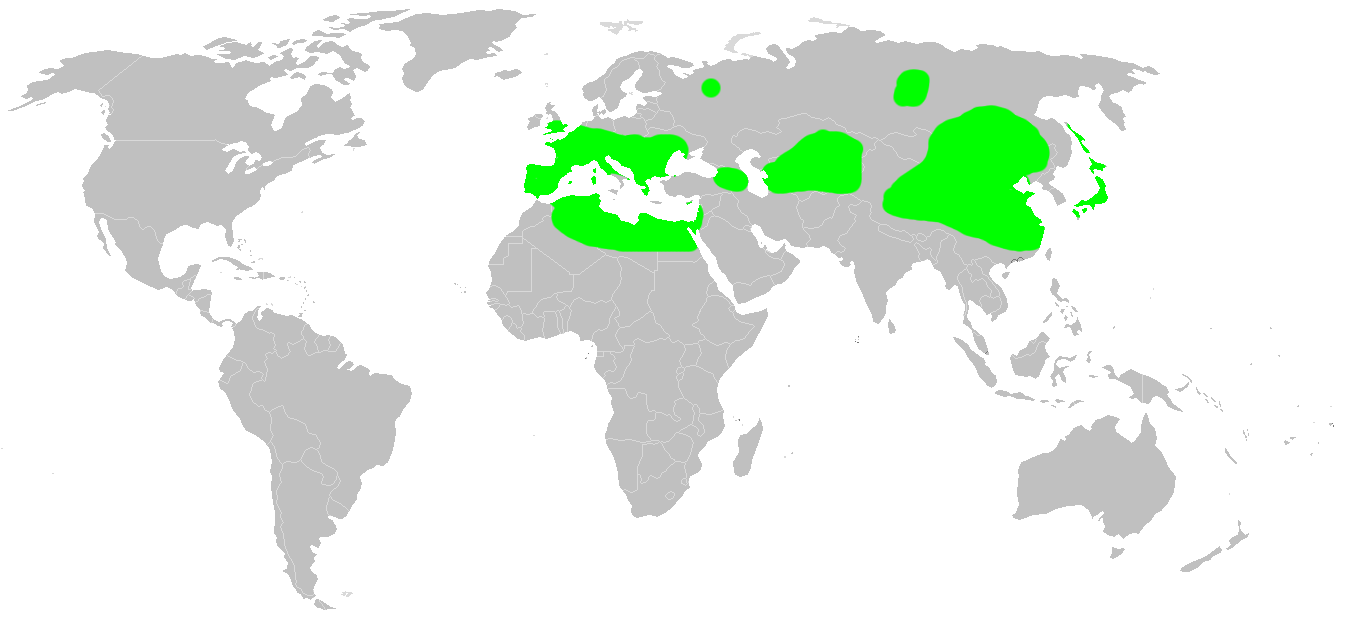
Distribuzione di Uloborus walckenaerius

## Tassonomia
È la specie tipo del genere Uloborus Latreille, 1806.
Non sono stati esaminati esemplari di questa specie dal 2011.
Attualmente, a dicembre 2013, non sono note sottospecie
È chiamato così in onore di Charles Athanase Walckenaer.